# Mount Pleasant Mills
Mount Pleasant Mills es un lugar designado por el censo ubicado en el condado de Snyder en el estado estadounidense de Pensilvania. En el año 2000 tenía una población de 342 habitantes y una densidad poblacional de 88 personas por km².

## Geografía
Mount Pleasant Mills se encuentra ubicado en las coordenadas 40°43′25″N 77°1′2″O / 40.72361, -77.01722.

## Demografía
Según la Oficina del Censo en 2000 los ingresos medios por hogar en la localidad eran de $32,500 y los ingresos medios por familia eran $36,250. Los hombres tenían unos ingresos medios de $30,694 frente a los $22,500 para las mujeres. La renta por cápita para la localidad era de $15,180. Alrededor del 13.3% de la población estaba por debajo del umbral de pobreza.